# Borat! Cultural Learnings of America for Make Benefit Glorious Nation of Kazakhstan
Borat! Cultural Learnings of America for Make Benefit Glorious Nation of Kazakhstan (Brasil: Borat - O Segundo Melhor Repórter do Glorioso País Cazaquistão Viaja à América / Portugal: Borat: Aprender Cultura da América Para Beneficiar a Gloriosa Nação do Cazaquistão), ou simplesmente Borat, é um mocumentário de comédia anglo-americano de 2006 escrito pelo comediante britânico Sacha Baron Cohen que também interpreta o personagem-título Borat Sagdiyev, um fictício jornalista cazaque que viaja aos Estados Unidos para registrar e aprender os costumes de vida dos norte-americanos. Dirigido por Larry Charles, o filme conta com várias cenas não roteirizadas de Borat entrevistando e interagindo com americanos, que acreditam que ele é um estrangeiro com pouco ou nenhum conhecimento sobre os costumes americanos. É o segundo de três filmes produzidos sobre personagens criados por Sasha Baron Cohen para o seriado Da Ali G Show (produzido e exibido originalmente entre os anos de 1999 até 2004), lançado após Ali G Indahouse (lançado em 2002 e que contou com uma breve aparição do personagem Borat no filme) e antes de Brüno (lançado em 2009). O filme foi produzido pela produtora de Sasha Baron Cohen, Four By Two Productions (nos Estados Unidos, "Four By Two" é uma espécie de gíria que significa "judeu") para ser distribuído pela 20th Century Fox.
O filme foi bem recebido, tanto criticamente quanto comercialmente; gerou uma receita de um pouco mais de US$ 261,5 milhões em todo o mundo. Sasha Baron Cohen ganhou o Globo de Ouro na categoria melhor ator em comédia ou musical pela sua interpretação como Borat, enquanto que o filme foi indicado na categoria de melhor filme de comédia ou musical; Borat também foi indicado ao Óscar de melhor roteiro adaptado durante a septuagésima nona cerimônia em 2007.
Pelo seu alto teor de humor negro, o filme gerou controvérsias antes, durante e depois de seu lançamento; alguns membros do elenco se posicionaram contra a realização da produção, alguns chegaram a processar seus produtores. Borat foi proibido em todos os países árabes, com exceção do Líbano; na Rússia o filme não chegou a ser censurado, mas foi alvo de um boicote promovido pelo governo daquele país que fez uma grande campanha para desencorajar os espectadores de assistí-lo.

## Enredo
A mando do Ministério da Informação do Cazaquistão, o repórter Borat Sagdiyev deixa o Cazaquistão rumo aos Estados Unidos, a qual ele próprio considera "o maior país do mundo", para fazer um documentário. Ele deixa para trás sua esposa Oksana, seus amigos habitantes da aldeia fictícia de Kuzcek, incluindo sua irmã prostituta Natalia (com a qual ele realiza atos de incesto) e seu vizinho irritante Nursultan Tulyakbay, que adquire frequentemente qualquer objeto parecido com os que Borat possui. Em sua viagem, Borat é acompanhado de seu produtor Azamat Bagatov e de sua galinha de estimação que ele leva na própria mala.
Já no hotel em Nova York, Borat assiste a um episódio de Baywatch na TV e imediatamente se apaixona pela personagem de Pamela Anderson, C.J. Parker. Ao entrevistar e zombar de um grupo de feministas, ele descobre o nome verdadeiro da atriz e sua residência na Califórnia. Borat é então informado por um telegrama que Oksana foi morta por um urso enquanto levava seu irmão retardado para passear em uma floresta. Ainda apaixonado, Borat resolve viajar para a Califórnia e fazer de Pamela Anderson sua nova esposa. Sem contar o verdadeiro motivo da viagem, Borat consegue convencer Azamat a atravessar o país, mas eles decidem não irem de avião por medo de uma repetição dos ataques de 11 de setembro, que eles acreditam serem obra de judeus; Borat então toma algumas aulas de direção e compra um velho e pequeno carrinho de vender sorvete para viajar junto com Azamat pelos Estados Unidos.
Durante a viagem, Borat furta uma revista sobre Baywatch de uma venda de garagem no caminho e continua reunindo material para o seu documentário. Chegando em Washington, Borat conhece alguns participantes da parada do orgulho gay realizada naquele local e entrevista os políticos Alan Keyes e Bob Barr. Quando Borat diz sobre os amigos que ele fez na parada gay, Keyes revela que eles são homossexuais, chocando Borat e enchendo-o de arrependimento. Borat também participa de um programa jornalístico em uma estação de televisão local e, após uma ligeira entrevista, cumprimenta o apresentador da previsão do tempo interrompendo-o ao vivo. Seguindo adiante em sua viagem, ao visitar um rodeio, Borat excita os espectadores com um discurso jingoísta, mas depois canta um fictício hino nacional cazaque ao som de The Star-Spangled Banner, sendo vaiado logo em seguida.
Ao passarem uma noite em uma hospedagem domiciliar próximo de Atlanta já no estado da Geórgia, Borat e Azamat se assustam ao saber que seus anfitriões são judeus; com medo do que eles "possam fazer", os dois escapam do local após jogar dinheiro em duas baratas que surgem embaixo da porta do quarto onde eles estão, acreditando que elas são os judeus donos da casa transformados. Após a fuga, Borat insiste a Azamat para seguirem para Califórnia, apesar das objeções de seu companheiro de querer voltar para Nova York por acreditar que lá eles estarão livres de judeus. Para acalmar Azamat, Borat tenta comprar uma arma em uma loja de armas no caminho para se defender de qualquer ameaça durante a viagem, mas por não ser cidadão americano ele não consegue adquirir um revólver; após a tentativa frustrada, Borat compra um urso para se proteger e segue viagem carregando-o na parte de trás do pequeno veículo.
Em uma parada na cidade de Birmingham, Borat toma algumas aulas de etiqueta com uma professora e depois participa de um jantar privado da alta sociedade de um clube de comidas do sul americano. Durante o jantar, Borat sem querer ofende os outros convidados confundindo um deles como "abobado" e defecando em um saco plástico em vez de usar o banheiro normalmente. Quando ele chama Luenell, uma prostituta afro-americana, para entrar na casa e convidá-la para jantar à mesa, ambos são expulsos. Borat faz amizade com Luenell e ela o convida para um relacionamento com ela, mas ele diz a ela que ele está apaixonado por outra pessoa. Mais à frente, em Dallas, Texas, Borat visita uma loja de antiguidades onde ele destrói inadvertidamente vários itens da herança confederada, tendo que pagar por todos os danos e quase falindo a realização do documentário.
Em um hotel, Borat, logo após um banho, vê Azamat se masturbando sobre uma foto de Pamela Anderson em sua revista. Furioso, Borat revela acidentalmente a Azamat que Pamela é a razão pela qual eles estão viajando por todo o país em vez de ficar em Nova York. Azamat fica furioso com isso e os dois brigam nus dentro do quarto; a peleja se estende até os corredores do hotel com os dois correndo ainda nus; após descerem por um elevador (causando constrangimento às pessoas que estavam dentro dele), a dupla vai parar em um salão de convenções que ocorria no térreo, onde são contidos pelos seguranças do evento em pleno palco completamente despidos.
Azamat abandona Borat, levando seu passaporte, todo seu dinheiro e o seu urso adquirido durante a viagem. O pequeno carrinho de sorvete de Borat fica sem gasolina e ele começa a pedir carona à beira da estrada para a Califórnia. Ele logo é pego por membros de uma república estudantil da Universidade da Carolina do Sul que estavam viajando por ali em um trailer. Ao saberem o motivo de sua viagem, os estudantes mostram a Borat a famosa cena de sexo entre Pamela Anderson e Tommy Lee num barco, revelando a Borat que ela não é virgem como ele havia suspeitado anteriormente. Entristecido, Borat decide desembarcar em um trecho da rodovia e após caminhar alguns metros ele queima a revista sobre Baywatch e, por acidente, sua passagem de volta ao Cazaquistão; após tentar de forma relutante sacrificar sua galinha de estimação para se alimentar, ele decide libertá-la, ficando completamente desolado e sozinho.
Na manhã seguinte, Borat frequenta uma reunião campal em uma Igreja Pentecostal onde o representante republicano Chip Pickering e o chefe do Supremo Tribunal do Mississippi James W. Smith Jr. estão presentes. Borat recupera sua fé e "perdoa" Pamela pelo "incidente no barco"; ele acompanha os membros da igreja em um ônibus para Los Angeles. Ao desembarcar na cidade, Borat encontra Azamat fantasiado como Oliver Hardy (embora Borat pense inicialmente que ele está vestido como Adolf Hitler); após um princípio de briga na Calçada da Fama, os dois se reconciliam no hotel onde Azamat está hospedado; lá, Azamat diz a Borat onde encontrar Pamela Anderson e eles partem rumo ao local dito por Azamat. Borat finalmente fica frente a frente com a atriz durante uma sessão de autógrafos em uma grande livraria da cidade. Depois de mostrar a Pamela o seu "saco tradicional de casamento", Borat pede-a em casamento, mas esta lhe nega; Borat então tenta capturá-la para dentro do saco e a persegue por toda a loja até chegar no estacionamento, onde é detido pelos seguranças.
Desolado, Borat volta de ônibus da frustrada viagem; no caminho repensa sobre seus aprendizados nos Estados Unidos e decide parar em Birmingham para ver Luenell novamente. Os dois se casam e retornam para Kuzcek juntos, trazendo de volta os costumes "aprendidos" na viagem. Isso inclui a aparente conversão do povo da aldeia ao cristianismo (costume cuja versão cazaque foi alterada de modo que a crucificação seja promovida contra os judeus) e a introdução de tecnologia baseada em computador como iPods, laptops e televisões de LCD de alta definição.
Nos créditos finais, o hino nacional fictício do Cazaquistão que Borat cantou no rodeio é tocado acompanhado por imagens da indústria ao estilo soviético.

## Elenco

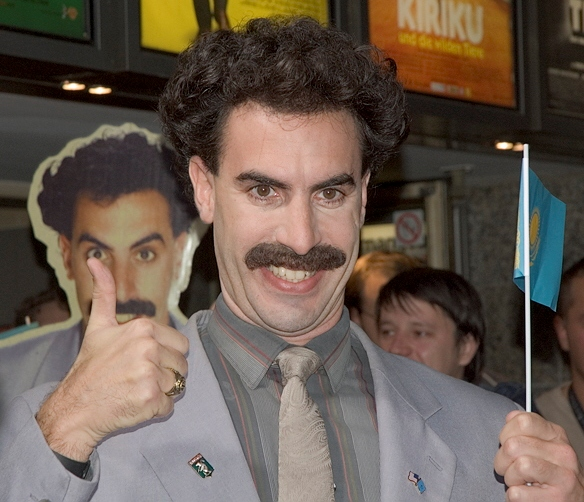
Sacha Baron Cohen interpretando o personagem Borat durante a premiere do filme na cidade de Colônia na Alemanha.

- Sacha Baron Cohen como Borat Sagdiyev, um jornalista cazaque caracterizado pelo seu antissemitismo e sexismo exageradamente fortes, aspectos esses que são tratados como aparentemente normais pela população de sua terra natal. Borat foi originalmente criado como um personagem para o show de televisão Da Ali G Show, aparecendo em todos os episódios do programa, além de uma rápida aparição no spin-off do seriado.
- Ken Davitian como Azamat Bagatov, o produtor do documentário de Borat. Azamat foi um novo personagem criado especialmente para o filme.
- Luenell Campbell como Luenell, a prostituta; ela surge no filme quando Borat a chama para vir ao jantar privado de um clube da alta sociedade do sul dos Estados Unidos, sendo que sua chegada no jantar torna-se o motivo para a reunião se encerrar ali mesmo. Na vida real, a atriz Luenell Campbell é uma comediante.
- Pamela Anderson como ela mesma; Anderson desempenha um papel central no filme pois é o motivo da jornada de Borat pelos Estados Unidos. Ela aparece principalmente no final do filme, em uma tentativa frustrada de ser capturada por Borat para o seu "casamento".[8]

### Outras aparições
Na cena em que Borat tem aulas de etiqueta com uma especialista, ele mostra fotos nuas de seu filho supostamente adolescente a ela. Essas fotos na realidade são da estrela pornô gay Stonie, que foi escolhida porque os produtores procuravam "alguém que parecesse ter 13 ou 14 anos, mas que fosse maior de idade para poder tirar fotos de nu frontal".
Os políticos americanos Alan Keyes e Bob Barr aparecem no filme como dois dos entrevistados de Borat para o seu documentário.

## Produção

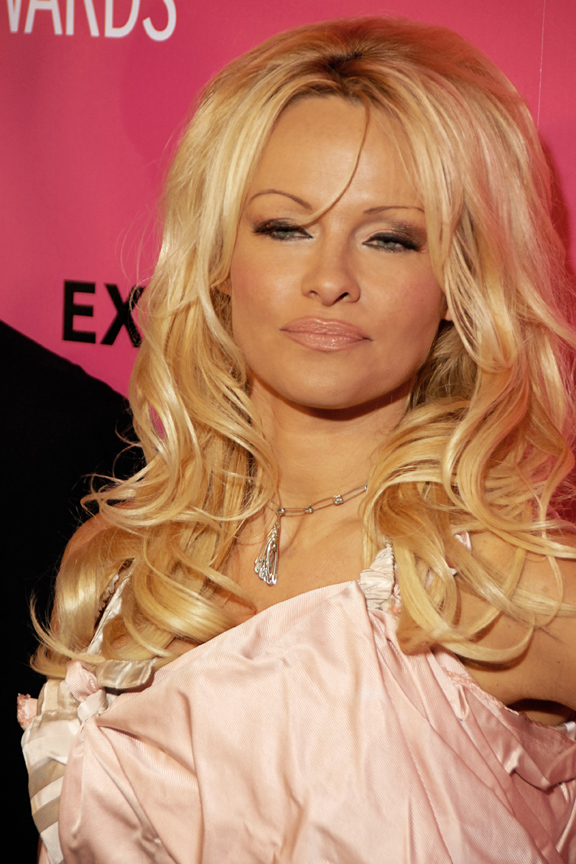
Pamela Anderson foi uma das poucas estrelas profissionais a atuar no filme. Ao participar de Borat, a modelo consentiu sobre a realização de piadas sobre ela mesma no roteiro.

Com exceção de Borat, Azamat, Luenell e Pamela Anderson, nenhum dos personagens é interpretado por atores profissionais. A maioria das cenas do filme não foi sequer roteirizada. Na maioria dos casos, os participantes do filme não foram avisados do que estavam participando, exceto quando foram solicitados a assinar formulários de direitos de imagem concordando em não tomar medidas legais contra os produtores do filme.
As filmagens já estavam em andamento em janeiro de 2005; uma das primeiras cenas a serem rodadas foi a de Borat fazendo o seu discurso no rodeio, quase causando um tumulto naquele local. Em uma entrevista para a revista Rolling Stone, Baron Cohen afirmou que foram gastas mais de 400 horas de filmagem para a produção do filme.

### Locações
O "Cazaquistão" como retratado no filme tem pouca ou nenhuma relação com o país real; os produtores negam explicitamente a tentativa de "transmitir as crenças reais, práticas ou comportamento de qualquer pessoa de origem cazaque" durante os créditos finais do filme. As cenas que mostram a aldeia natal de Borat foram filmadas no vilarejo de Glod, na comuna romena de Moroeni. O nome do vizinho de Borat, Nursultan Tuyakbay, é um cruzamento entre os nomes do ex-presidente do Cazaquistão, Nursultan Nazarbaev, e do político da oposição, Jarmakhan Tuyakbay.

### Idiomas
Em nenhum momento do filme a língua cazaque é ouvida de fato. Os vizinhos de Borat no vilarejo foram retratados por povos ciganos, que não tinham nenhum conhecimento de que estavam participando de um filme. O alfabeto cirílico usado no filme é a forma russa, não a cazaque, embora a maioria das palavras nele escritas (especialmente os nomes nos mapas geográficos no início do longa) estejam mal digitadas ou não façam sentido algum. As palavras em inglês aparecem digitadas em um teclado russo. As letras na aeronave no começo do filme são apenas resultados de caracteres romanos em uma imagem invertida, enquanto que os cartazes promocionais do filme soletram "BORD" com uma fonte cirílica usando a letra Д (de) como se fosse um "A" na palavra "BORAT" para dar uma aparência "russa" no nome.
Sacha Baron Cohen fala em hebraico no filme, enquanto Ken Davitian fala em armênio. Eles também usam várias frases comuns de línguas eslavas; algumas expressões muito faladas por Borat são "jagshemash" (jak się masz) e "chenquieh" (dziękuję) que são palavras em polonês para "como vai você?" e "obrigado", respectivamente. Ao apresentar sua casa no início do longa, Borat diz a palavra russa "тише" ("tishe") para sua vaca quando ela espirra em seu quarto.

### Cenas deletadas
Diversas cenas do filme foram descartadas, como uma em que Borat é abordado pela polícia rodoviária durante a sua viagem; outra cena excluída é de Borat visitando um abrigo de animais para conseguir um urso para protegê-lo de judeus, além de outro corte onde o personagem recebe uma massagem em um hotel; uma entrevista de um médico americano dada a Borat para o seu documentário também foi cortada. Há também uma seleção de cenas do filme excluída onde Borat arranja um emprego em uma rede de restaurantes e participando de uma encenação da Guerra Civil Americana. Também foram descartadas uma sequência de cenas em um supermercado onde Borat pergunta repetidamente para um funcionário sobre cada produto na seção de laticínios da loja, sendo respondido repetidamente com "Isso é queijo"; também constaria um noticiário da TV local noticiando sobre o discurso de Borat no rodeio, mas a cena acabou por ser cortada.
Um final alternativo do filme chegou a ser rodado mostrando Borat aparecendo em um programa cazaque intitulado "Sexydrownwatch" (numa referência à Baywatch), sendo co-estrelado por Azamat, Luenell e a atriz Alexandra Paul. Uma cena em que Borat começa a fingir que estava sendo preso também foi filmada, mas teve de ser removida sob ameaça de ação legal por funcionários da prisão onde foi gravada quando estes souberam que o "documentário" era, na verdade, uma comédia satírica.
Em uma entrevista, um dos escritores do filme, Dan Mazer, confirmou que houve uma cena cortada em que Borat assiste um filme pornográfico envolvendo a atriz Brooke Banner no hotel em Nova York; Mazer afirmou que a cena foi excluída por medo de processos legais que o hotel poderia mover contra a produção, mas sugeriu que este take poderia ser utilizado em "possíveis" futuras sequências do filme lançadas diretamente em vídeo.

## Lançamento

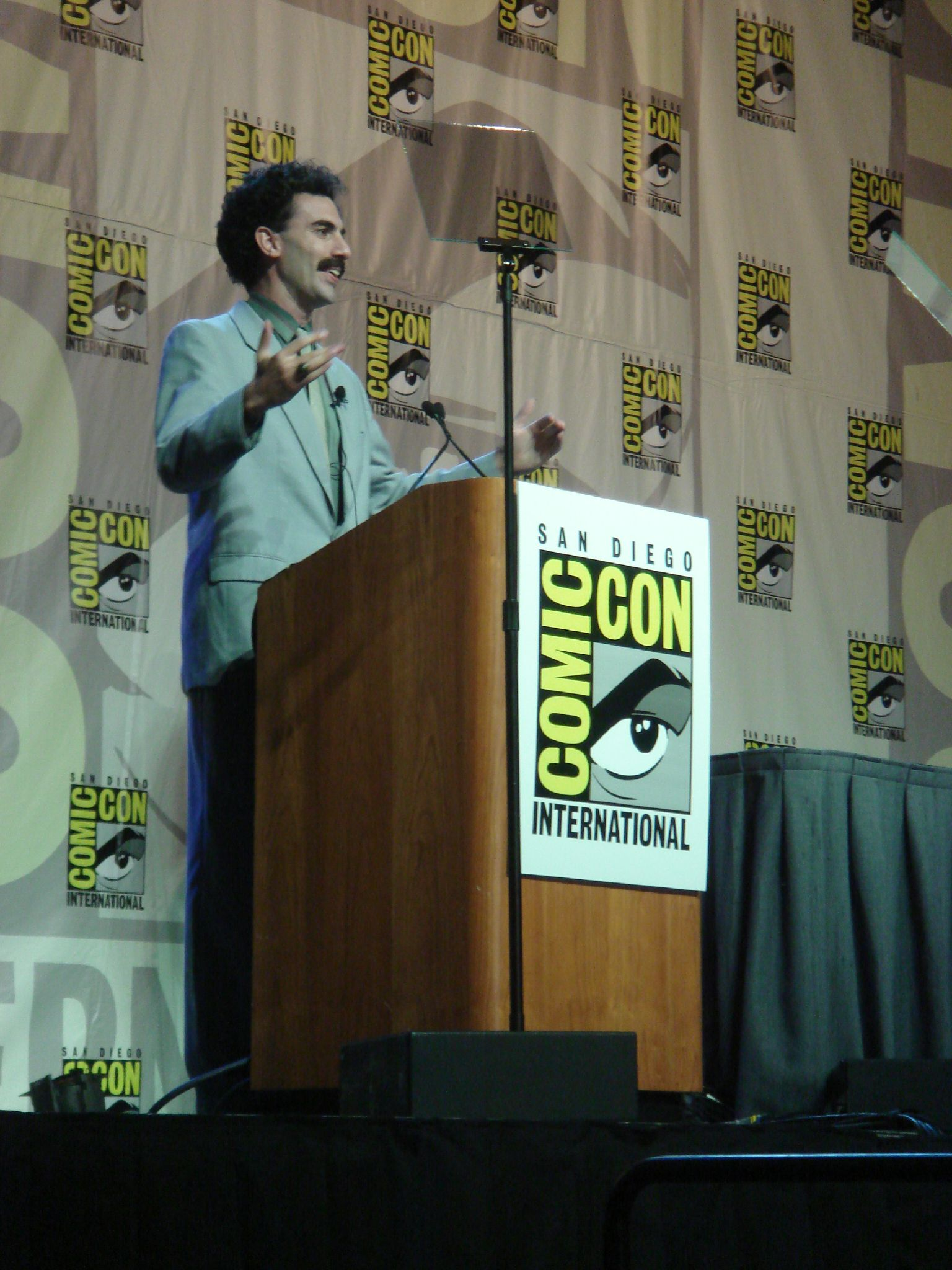
Sacha Baron Cohen como Borat na Comic Con de 2006, promovendo o filme.

### Prévias
Borat foi promovido em 2006 durante a San Diego Comic-Con em San Diego, Califórnia, no dia 21 de julho de 2006. A sua primeira exibição para um público pagante foi durante o Festival de Cinema de Traverse City de 2006, onde ganhou o Prêmio "Excelência em Filmagem".
A estreia oficial do filme foi em Toronto, no dia 7 de setembro de 2006, no Teatro da Universidade Ryerson, durante o Festival Internacional de Cinema de Toronto. Baron Cohen chegou ao evento travestido como Borat em uma carroça puxada por mulheres vestidas de camponesas. No entanto, vinte minutos após o início do filme na sala de exibição o projetor que exibia o longa quebrou. Sasha realizou um ato improvisado para manter o público divertido, mas no final todas as tentativas de consertar o equipamento falharam. O filme foi exibido com sucesso na noite seguinte, com Dustin Hoffman na apresentação do festival.

### Lançamento limitado
O filme teve um lançamento limitado estreando em primeiro lugar nas bilheterias, mantendo a liderança por duas semanas seguidas. O filme lucrou mais na segunda semana (US$ 28.269.900) do que na primeira (US$ 26.455.463), devido a uma expansão para 2.566 telas.

### Estreia ampla
Borat teve seu primeiro lançamento amplo em 1 de novembro de 2006 na Bélgica. Em 3 de novembro de 2006, o filme finalmente ganhou uma estreia ampla nos Estados Unidos e no Canadá, bem como em 14 países europeus. Seu lançamento mostrou-se um grande sucesso comercial, arrecadando US$ 26,4 milhões em seu primeiro fim de semana, sendo a maior receita de um fim de semana de estreia em todos os tempos nos Estados Unidos e no Canadá para um filme lançado em menos de 1.000 cinemas até Hannah Montana & Miley Cyrus: Best of Both Worlds Concert em 2008. No entanto, considerando apenas o seu dia de estreia (aproximadamente US$ 9,2 milhões) Borat teve mais receita que Hannah Montana (aproximadamente US$ 8,6 milhões), tornando Borat com o recorde de maior dia de estreia bruta para um filme lançado em menos de 1.000 cinemas. Em seu segundo final de semana, Borat já havia arrecadado um total de US$ 29 milhões de lucro em bilheteria.

## Recepção

### Resposta crítica
No Rotten Tomatoes, o filme recebeu uma classificação de 91% de aprovação, baseado em 218 comentários, com uma classificação média de 8/10. O consenso dos críticos do site diz: "Sendo uma parte sátira, outra parte documentário, Borat conseguiria mais de cinco estrelas facilmente por ser ofensivo da maneira mais divertida possível. Jagshemash!". No Metacritic, o filme tem uma pontuação de 89 de 100, baseado em 38 críticas, indicando "aclamação universal". Numa pesquisa realizada nos cinemas pelo CinemaScore, o público deu a Borat uma nota média "B+", numa escala de "A+" a "F".
Em um artigo sobre a mudança da comédia, a revista The Atlantic Monthly disse que Borat "pode ser considerado o filme mais engraçado da década". Michael Medved deu 3.5 de 4 estrelas, chamando o filme de "[...] simultaneamente hilariante e indecoroso, cheio de partes engenhosas que você vai querer descrever para seus amigos e depois rir de novo quando você lhes contar."
O jornal britânico The Guardian incluiu o filme em sua lista dos dez "Melhores filmes dos anos 2000" (2000-2009).
Uma crítica negativa veio do crítico americano Joe Queenan, que chegou a chamar Baron Cohen de "um odioso idiota". Em um artigo para a revista Slate, o escritor Christopher Hitchens ofereceu um contra-argumento para sugestões de antiamericanismo no filme. Hitchens sugeriu, em vez disso, que o filme demonstrasse incrível tolerância pelos assuntos desconhecidos dos membros do elenco, especialmente citando as reações dos convidados na cena do jantar da alta sociedade sobre o comportamento de Borat.
Ao serem postadas cenas do filme no YouTube, Borat também foi exposto à comunicação viral. Isso desencadeou discussões sobre diferentes identidades nacionais (cazaque, americano, polonês, romeno, judeu, britânico) que Baron Cohen havia explorado ao criar o personagem Borat.

### Desempenho comercial
O público americano aprovou o filme, resultando em salas de cinema lotadas em sua abertura, apesar de ter sido exibido em apenas 837 salas inicialmente. Borat estreou em primeiro lugar em seu fim de semana de estreia, com um total bruto de US$ 26,4 milhões, superando os concorrentes Por Água Abaixo e The Santa Clause 3: The Escape Clause. A média de lucro por sala de cinema em seu fim de semana de abertura foi estimada em $31.511, superando Pirates of the Caribbean: Dead Man's Chest e atrás apenas de Star Wars: Episódio III - A Vingança dos Sith e Homem-Aranha. Borat manteve o primeiro lugar em seu segundo final de semana depois de ampliar sua exibição para 2.566 cinemas, aumentando o lucro de bilheteria para US$ 67,8 milhões.
No Reino Unido, Borat estreou em primeiro lugar nos cinemas, com um total bruto em seu fim de semana de abertura de £ 6.242.344 (US$ 11.935.986), tornando-se o 43º melhor fim de semana de estreia no Reino Unido a partir de março de 2007. No total mundial Borat arrecadou US$ 261.572.744.

### Prêmios e indicações
Borat recebeu uma nomeação na 79º cerimônia do Óscar na categoria de melhor roteiro adaptado, mas perdeu a estatueta para The Departed. O filme também foi indicado ao Globo de Ouro na categoria de Melhor Filme - Musical ou Comédia, mas perdeu para Dreamgirls. A Broadcast Film Critics Association considerou Borat o melhor filme de comédia de 2006; o filme foi indicado ainda ao prêmio Writers Guild of America Award de Melhor Roteiro Adaptado.
Sasha Baron Cohen ganhou o Globo de Ouro de Melhor Ator em Filme - Musical ou Comédia. Ele recebeu prêmios equivalentes nas cerimônias do San Francisco Film Critics Circle, da Utah Film Critics Association, da Toronto Film Critics Association e da Online Film Critics Society. A Los Angeles Film Critics Association premiou Baron Cohen com o troféu de melhor ator junto com Forest Whitaker (pela sua atuação em O Último Rei da Escócia). Baron Cohen também foi indicado na categoria homônima no London Film Critics' Circle.
Borat apareceu em várias listas de melhores filmes em 2006, incluindo listas do American Film Institute, da revista Time, da Rolling Stone, da Newsweek e do New York Post.

### Aposentadoria do personagem Borat
Um terceiro filme de Baron Cohen foi lançado em 2009 e foi baseado em outro de seus personagens: Brüno, um repórter de moda gay da Áustria. A Universal Pictures produziu o filme com um orçamento de US$ 42 milhões.
Rupert Murdoch anunciou no início de fevereiro de 2007 que Sasha Baron Cohen havia assinado contrato para fazer outro filme sobre Borat com a Fox, no entanto isso foi contradito por uma entrevista com o próprio Baron Cohen em que ele afirmou que Borat deveria ser "aposentado", pois agora ele era muito conhecido para fazer filmes não roteirizados com pessoas que não fossem atores (prática essa que era comum desde Da Ali G Show). Um porta-voz da Fox afirmou mais tarde que era muito cedo para começar a planejar um filme desses novamente, embora eles estivessem propensos à ideia.
Baron Cohen posteriormente anunciou que estava encerrando projetos com os personagens Borat e Ali G porque eles agora eram tão famosos que ele não podia mais enganar as pessoas. Mesmo que ele tenha decidido aposentar seus personagens de marca, em 26 de fevereiro de 2014, Sasha os trouxe de volta para a série do canal FX americano Ali G: Rezurection, que era uma espécie de coletânea televisiva dos esboços de todos os 18 episódios de Da Ali G Show, incluindo novas imagens de Baron Cohen interpretando seu personagem Ali G, que é o apresentador do programa.
Sasha reviveu o personagem Borat em dezembro de 2015 no talk show Jimmy Kimmel Live! para estrelar o novo trailer de seu novo filme Grimsby lançado em 2016.

## Controvérsias

### Respostas dos participantes
Após o lançamento do filme, Dharma Arthur, produtora de notícias da WAPT em Jackson, Mississippi escreveu uma carta à Newsweek dizendo que a "presença de Borat" na emissora a levou a perder o emprego: "Por causa dele, meu chefe perdeu a fé em minhas habilidades e depois parece que adivinhei que iria perder o cargo [...] As pessoas não sabem o quão perturbador é que um homem que deixa tanto mal em seu caminho seja elogiado como um gênio cômico." Embora Arthur tenha dito inicialmente que havia sido mandada embora, ela posteriormente disse à Associated Press que se demitiu da estação.
Na cobertura de notícias que foi ao ar em janeiro de 2005 sobre as filmagens da cena do rodeio, Bobby Rowe, organizador do rodeio de Salem, Virgínia, que foi retratado no filme, forneceu informações sobre como ele havia se tornado vítima de uma farsa. Rowe disse que meses antes da "aparição" de Borat, ele havia sido abordado por um funcionário de "uma empresa americana de cinema sediada na Califórnia que estava fazendo um documentário sobre um imigrante russo"; ele concordou em permitir que o "imigrante" cantasse o hino nacional dos Estados Unidos depois de ouvir uma fita. Após o lançamento do filme, Bobby disse: "Algumas pessoas veem o filme e me dizem: 'Ei, você fez uma grande atuação'; eu posso ter feito uma boa atuação, mas não foi do jeito que eu queria." Cindy Streit, consultora de etiqueta de Borat, posteriormente contratou a renomada advogada Gloria Allred, que exigiu que o Procurador Geral da Califórnia investigasse as fraudes supostamente cometidas por Baron Cohen e pelos produtores do filme.
O site Salon.com cita o casal de judeus idosos Behars (que cedeu sua hospedagem domiciliar para Borat e Azamat no filme) chamando o longa de "excelente", referindo-se a Baron Cohen como "muito adorável e muito educado" e um "gênio". Numa entrevista para o The Boston Globe, o casal disse que eles consideravam o filme mais antimuçulmano do que anti-semita e que temiam que Baron Cohen e seu grupo de produtores estivessem filmando uma pornografia escondidos na casa.
O grupo de Feministas Veteranas da América (conhecido pela sigla VFA) sentiram-se lesadas, tendo "percebido que algo estranho estava acontecendo" antes e durante a entrevista com Borat. O The Guardian mais tarde relatou que apenas uma das mulheres do grupo achava que o filme valia a pena ser visto nos cinemas.
O New York Post havia relatado em novembro de 2006 que Pamela Anderson pediu o divórcio de seu marido, Kid Rock, depois que ele reagiu desfavoravelmente ao filme durante uma exibição. O artigo do jornal citou especificamente o que ele teria dito sobre o papel de Pamela no filme para ela: "Você não passa de uma puta! Você é uma vagabunda! Como você pôde fazer esse filme?" Em uma entrevista no The Howard Stern Show, Pamela Anderson admitiu que Rock estava chateado por sua aparição no filme, mas não confirmou que esta havia sido a causa da separação.

### Ações legais dos figurantes
Os aldeões de Glod, na Romênia, entraram com uma ação legal contra os produtores de Borat, reclamando que eles foram enganados sobre a natureza das filmagens e que eles teriam sido retratados como incestuosos e ignorantes. Alguns afirmaram que foram pagos por apenas três leus (equivalente a cerca de US$ 1,28 em 2004) cada, enquanto outros afirmaram que receberam apenas entre US$ 70 e US$ 100 cada, o que não cobriu suas despesas; eles pediram 38 milhões de dólares de indenização por danos morais. Uma ação foi rejeitada pela juíza distrital dos Estados Unidos, Loretta A. Preska, em uma audiência no início de dezembro de 2006, afirmando que as alegações da denúncia eram muito vagas.
Dois dos alunos da fraternidade da Universidade da Carolina do Sul que apareceram no filme, Justin Seay e Christopher Rotunda, processaram os produtores, alegando difamação. Os estudantes também solicitaram uma liminar para impedir o lançamento em DVD do filme, que lhes foi negado.
Outro processo foi aberto por um morador da Carolina do Sul que disse ter sido abordado por Baron Cohen no banheiro de um restaurante no centro da cidade de Columbia, onde o ator supostamente teria feito comentários a respeito dos órgãos genitais do indivíduo. O processo também pediu que qualquer material que contasse com a presença desse morador fosse excluído de qualquer lançamento em DVD e impedido de ser postado em sites de vídeos da Internet.
A cantora romena-macedônia Esma Redžepova processou os produtores do filme, pedindo € 800.000 alegando que a música de sua autoria "Chaje Šukarije" teria sido usada no filme sem sua autorização. Após processo movido na justiça, Redžepova ganhou uma indenização de € 26.000, uma vez que Baron Cohen havia sido liberado pela produtora da cantora para usar a música, sendo que a artista não tinha sido notificada.
Felix Cedeno, um americano de 31 anos, tentou processar a 20th Century Fox pedindo US$ 2,25 milhões depois que ele foi filmado na cena onde Borat deixou cair sua galinha de estimação dentro de um vagão do metrô de Nova York, todavia Cedeno desistiu do processo posteriormente e não recebeu nada.
Morador de Baltimore, Michael Psenicska pediu cerca de US$ 100 mil em indenizações por parte de Baron Cohen e da 20th Century Fox. Psenicska, que é professor de matemática do ensino médio e que também é dono de uma auto-escola, teria recebido US$ 500 em dinheiro para dar ao falso jornalista cazaque aulas de direção. Em sua ação o instrutor disse que havia sido informado de que o filme era um "documentário sobre a integração de estrangeiros no estilo de vida americano" e que se ele conhecesse a verdadeira natureza do filme jamais teria participado. Psenicska disse que tinha direito a indenização porque os réus usaram imagens dele para divulgar o filme. O caso, porém, foi arquivado em 9 de setembro de 2008 no Tribunal Distrital dos Estados Unidos em Manhattan.
Jeffrey Lemerond, que foi mostrado no filme correndo e gritando ao fugir de Borat pelas ruas de Nova York quando este tentou lhe abraçar, entrou com um processo judicial alegando que sua imagem foi usada no filme ilegalmente e que ele sofreu "ridicularização pública, degradação e humilhação" como resultado do lançamento do longa. Este caso também foi arquivado.
Baron Cohen reagiu a esses processos dizendo: "Algumas das notificações judiciais que recebo são bastante incomuns, como aquela em que o advogado me informou que eu estava prestes a ser processado por US$ 100 mil e no final dizia: 'PS: Eu amei o seu filme, você poderia autografar um cartaz para o meu filho Jeremy?'".

### Recepção do Cazaquistão
O governo do Cazaquistão inicialmente condenou Borat. Antes mesmo do lançamento do filme, em 2005, após a aparição de Borat no MTV Movie Awards, o Ministério das Relações Exteriores do país ameaçou processar Sacha Baron Cohen; após o seu lançamento, o site do filme em versão cazaque, www.borat.kz, foi derrubado. O Cazaquistão também lançou uma campanha multimilionária chamada "Coração da Eurásia" para combater o dano moral que Borat poderia causar ao país; Baron Cohen respondeu as atitudes do governo cazaque em uma coletiva de imprensa afirmando que tais procedimentos seriam como se fossem feitos pelos "idiotas do Uzbequistão". O Uzbequistão é, ao longo do filme, referido por Borat como o segundo maior problema do Cazaquistão, atrás apenas dos judeus. Em novembro de 2006, Jantemir Baimukhamedov, estrela de um canal de TV cazaque, viajou a Londres com o objetivo declarado de apresentar à Baron Cohen carne e urina de cavalo, alegados por Borat no filme como alimento e bebida nacional do Cazaquistão, embora ele não pudesse organizar uma reunião de fato com ele. A Gemini Films, filial da 20th Century Fox na Ásia Central, atendeu ao pedido do governo do Cazaquistão de não divulgar o filme.
Porém, tempos depois, a visão do filme pelos cazaques mudaria completamente: em 2006, o embaixador cazaque Erlan Idrissov, depois de assistir Borat, declarou ter achado várias partes do filme engraçadas e afirmou que o filme "colocou o Cazaquistão no mapa". Em 2012, o ministro das Relações Exteriores do Cazaquistão, Yerzhan Kazykhanov, atribuiu ao filme o grande aumento no turismo ao seu país (com vistos emitidos aumentado dez vezes mais), dizendo: "Sou grato a Borat por ajudar a atrair turistas ao Cazaquistão." O tablóide cazaque Karavan declarou Borat como o melhor filme do ano, depois de um crítico ter visto o filme em uma exibição em Viena. O jornal dizia que era "[...] certamente não um filme anti-cazaque, anti-romeno ou anti-semita, mas sim cruelmente antiamericano [...] incrivelmente engraçado e triste ao mesmo tempo". Outra palavra favorável veio do escritor cazaque Sapabek Asip-uly, que sugeriu que Baron Cohen fosse nomeado para o prêmio anual concedido pelo Clube de Patronos de Arte do Cazaquistão. Em uma carta publicada pelo jornal russo Vremya, Asip-uly escreveu: "(Borat) conseguiu despertar um imenso interesse de todo mundo no Cazaquistão - algo que nossas autoridades não puderam fazer durante os anos de independência. Se as autoridades estatais carecem completamente de senso de humor, seu país se torna um estoque imenso de piadas". A filial britânica da Amazon.com registrou um número significativo de pedidos de compra do DVD de Borat oriundos do Cazaquistão.

### Uso acidental do hino cazaque fictício
Em março de 2012, o hino nacional fictício do Cazaquistão usado no filme, cuja letra exalta as exportações de potássio do Cazaquistão e do país ter as "segundas prostitutas mais limpas do mundo", foi erroneamente tocado no Grande Prêmio de Tiro Internacional do Kuwait. A medalhista de ouro, Mariya Dmitriyenko, estava no pódio enquanto a paródia inteira foi tocada. A equipe da atleta reclamou e a cerimônia de premiação teve de ser refeita. O incidente aparentemente foi causado por conta de um download errado da internet e que acabou sendo usado na premiação.

### Acusações de difamação étnica
O European Center for Antiziganism Research, que trabalha contra as atitudes negativas em relação ao povo cigano, apresentou uma queixa aos promotores alemães em 18 de outubro de 2006, com base nas referências de Borat aos ciganos em seu filme. A queixa o acusa de difamação e incitação à violência contra um grupo étnico. Como conseqüência, a 20th Century Fox declarou que removeria todas as partes referentes ao povo Romani de trailers mostrados na televisão alemã, bem como no site do filme.
Antes do lançamento do filme, a Liga Antidifamação, a ADL, divulgou um comunicado expressando preocupação com o característico antissemitismo de Borat. Tanto Sasha Baron Cohen (que é judeu) quanto a ADL declararam que o filme usa o personagem-título para expor preconceitos sentidos ou tolerados por outros, mas a ADL expressou preocupação de que algumas audiências pudessem permanecer alheias a esse aspecto.

### Censura no mundo árabe
O filme foi banido em todo o mundo árabe, exceto no Líbano e nos Emirados Árabes Unidos (que divulgou bastante o filme apesar da forte censura). Yousuf Abdul Hamid, um censor de cinema de Dubai nos Emirados Árabes, chamou o filme de "vil, nojento e extremamente ridículo"; o censor disse ainda que ele e seus colegas saíram de sua exibição antes mesmo do filme acabar e que pelo menos trinta minutos do longa deveriam ser cortados por conta de cenas ofensivas.

## Trilha sonora
A trilha sonora de Borat foi lançada na iTunes Store em 24 de outubro de 2006 e em lojas físicas em 31 de outubro de 2006. O álbum (que recebeu o nome Stereophonic Musical Listenings That Have Been Origin in Moving Film "Borat! Cultural Learnings of America for Make Benefit Glorious Nation of Kazakhstan") incluiu músicas do filme, cinco faixas intituladas "Dialoguing excerpt from moviefilm", bem como a controversa canção antissemita. "In My Country There Is Problem" do seriado Da Ali G Show.
As músicas tradicionais incluídas na trilha sonora não tem conexão nenhuma com as músicas folclóricas autênticas do Cazaquistão. O álbum apresenta canções de artistas ciganos e balcânicos (principalmente de Emir Kusturica e Goran Bregović) e inclui músicas de Erran Baron Cohen, membro fundador do ZOHAR Sound System e irmão de Sacha, bem como canções cantadas pelo próprio Sacha Baron Cohen quando este interpretou o personagem Borat.

## Outras mídias
Borat! Cultural Learnings of America for Make Benefit Glorious Nation of Kazakhstan foi lançado em DVD primeiramente na Região 2 em 5 de março de 2007 e na Região 1 no dia seguinte. Os bônus contidos no DVD incluem cenas deletadas, propagandas falsas da trilha sonora e canções traduzidas em russo com dublagens feitas por um estúdio profissional, junto com as faixas em inglês, francês e espanhol comuns na Região 1. No menu de idiomas do DVD existe a opção de áudio em hebraico, mas quando a opção é selecionada trata-se apenas de uma pegadinha; ao escolher essa opção de idioma a tela informa os seguintes dizeres: "Você caiu numa armadilha, cara! Mantenha as garras à vista! Não tente mudar de formato!" (uma nova piada de anti-semitismo prevalente na história de Borat no filme). Os extras também incluem imagens da turnê publicitária de Borat para o filme, com Baron Cohen interpretando o personagem-título no The Tonight Show with Jay Leno, Late Night with Conan O'Brien e no Saturday Night Live. Outro bônus incluído é um segmento de notícias de uma estação de TV da Virgínia sobre a aparição de Borat no rodeio com uma entrevista com o organizador do evento Bobby Rowe.
Há outras piadas dentro do próprio DVD: os menus do disco são estilizados como se fossem um filme gasto e estático vindo de um projetor de funcionamento irregular, com textos em alfabeto cirílico acompanhados de uma tarja preta com traduções no idioma da região do DVD. Abaixo do menu principal do DVD é exibida a mensagem "Filmedisco pré-gravado para fins de ver domesticamente o filme"; quando o espectador clica na opção de iniciar filme é mostrado um aviso antes da exibição do longa dizendo "A venda de cópias piratas deste filmedisco resultará em castigo por esmagamento". Os trailers do DVD afirma que o filme "chegará ao Cazaquistão em 2028". Em abril de 2007, o DVD vendeu mais de 3,5 milhões de cópias, totalizando mais de US$ 55 milhões em vendas. Em 9 de novembro de 2009, Borat foi lançado em Blu-Ray nos Estados Unidos.
Borat foi exibido pela primeira vez na televisão aberta brasileira no dia 26 de outubro de 2009, dentro da sessão de filmes Tela Quente da Rede Globo.